# 李安民 (南朝)
李安民（5世紀—5世紀？），蘭陵郡承縣人。南朝宋及南齊將領。李安民軍旅出身，參與了對宋內亂及北魏侵略的多場戰爭；後結交了蕭道成，並獲得其親任，並成為南齊開國元勳，在齊官至尚書左僕射，後在吳興太守任內去世。

## 生平
李安民父親李欽之出補薛縣縣令，安民就隨父到縣。元嘉二十七年（450年）宋廷對北魏發動北伐戰爭，青徐諸州遭魏軍反擊佔領，李安民也在戰爭中落入魏軍控制區中，但李安民自領部曲成功撤還南方。元嘉三十年（453年），太子劉劭弒父登位，李安民為其統領一支別部部隊，但他隨後就轉投由時仍為武陵王的孝武帝劉駿領導的討伐軍之中，獲板命為建威將軍，補魯爽左軍。孝建元年（454年），魯爽與劉義宣、臧質等人起兵，李安民卻逃到建康，獲孝武帝任命為領軍行參軍。後轉左衞殿中將軍。至大明年間為防備北魏南侵而外任建威府司馬、無鹽縣令。後轉任殿中將軍。

### 屢建軍功
泰始二年（466年），新近即位的宋明帝面臨全國大部分州郡都支持侄兒晉安王劉子勛政權的危機，出兵進攻諸州，其中李安民就獲授武衞將軍，領水軍補總統諸軍的建安王劉休仁之司徒城局參軍。李安民及後在赭圻、湖白、荻浦及獺窟的幾場戰事中都獲勝，獲授積弩將軍、軍主。其時，張興世領兵在敵軍主力所在濃湖之鵲尾後方錢溪一地建立營壘，阻斷敵軍糧道，李安民受命成功運糧給張興世，接著又與張興世的錢溪軍力共三千人在貴口攻破試圖突破封鎖運糧予鵲尾大軍之沈仲玉，成功擊破並奪其糧食，沈仲玉只好逃返鵲尾，鵲尾大軍及後就因乏糧及主將劉胡出走而崩潰。李安民在隨後追擊敗軍的戰役中亦有軍功。
子勛政權隨後覆滅，原本支持子勛的諸州亦轉而向明帝投降，這包括了徐州刺史薛安都。不過，宋明帝意圖向淮北州郡示威，故以讓沈攸之及張永以重兵迎降，李安民亦有隨軍。薛安都見明帝以大軍臨州，恐懼自己不會被明帝原諒，遂轉而獻州北魏。沈攸之等軍不但慢魏軍一步而讓對方佔領徐州，及後交戰中更大敗予魏軍，沈攸之等人潰敗南逃，李安民亦只能撤到下邳，後便以寧朔將軍戍守淮陽。朝廷又以貴口破敵之功，封李安民邵武縣子，食邑四百戶。
泰始三年（467年）八月，李安民隨沈攸之等軍再攻北魏，宋軍在睢口遭敗，攸之撤退再遭追擊，李安民則退守宿豫。攸之撤兵後，李安民亦受命轉戍角城，任寧朔將軍、冗從僕射。後轉戍泗口，並在當地統領水軍巡防淮河。泰始五年（468年），李安民巡至壽陽時遇到北魏進攻汝陰，魏軍被時任豫州刺史劉勔擊退，李安民則率領水軍進攻荊亭，攻陷並阻斷從荊亭到附近渡口的路，魏荊亭戍主昇乞奴棄城降宋。

### 親結齊高
李安民後以寧朔將軍、冠軍司馬、廣陵太守、行南兗州事，這樣與時鎮淮陰的南兗州刺史蕭道成遙而相結。不過當時宋明帝對蕭道成有戒心，就將李安民調離道成，先後命其任劉韞的冠軍司馬、寧遠將軍、京兆太守及寧朔將軍、司州刺史領義陽太守，但李安民都拒絕拜官；後明帝以安民復任先前原職，又不拜，最終改任寧朔將軍、山陽太守。及後北魏佔領之淮北有人民起兵意欲南歸，李安民獲任命督前鋒軍事，並自請北行支援人民南歸，但終因無法攻破北魏防禦，失敗退還。後轉任越騎校尉，再復任寧朔將軍、山陽太守。
泰豫元年（472年），李承明等人於益州三巴地區發動叛亂，巴西太守張澹出逃被捕，朝廷以李安民為輔師將軍、假節都督討蜀軍事。但接著漢中又遭獠人襲擊，朝廷遂命李安民回軍魏興郡平亂，李安民平定亂事後便回夏口。
元徽元年（473年）五月，李安民獲任命假節督司州軍事、司州刺史，領義陽太守。翌年（474年）江州刺史桂陽王劉休範起兵直襲建康，李安民自州起兵並派兵救援建康，遂獲徵任為左將軍，加給事中。元徽四年（476年），南徐州刺史建平王劉景素於京口起兵，當時黃回、高道慶等將領都因先前劉景素與其交結於暗中支持景素起事，指揮出戰的蕭道成明知他們有異心卻仍舊派他們領兵進攻京口，卻讓親信的李安民及段佛榮防備監視對方。李安民在京口葛橋擊破了景素軍，而在景素被殺，起事被平定後李安民受命行南徐州事。
後李安民轉任征虜將軍、東中郎司馬、行會稽郡事。蕭道成在李安民出發前設宴餞別，並留了安民一整天，安民此時就秘密地向蕭道成表示宋國運將盡，且宋後廢帝暴虐，勸蕭道成奉江夏王劉躋起兵，蕭道成當時拒絕建議。元徽五年（477年）七月，蕭道成親信王敬則聯結後廢帝近臣楊玉夫等弒後廢帝，蕭道成立宋順帝，並徵李安民為使持節都督北討軍事、冠軍將軍、南兗州刺史。同年年末，荊州刺史沈攸之起兵反對蕭道成，蕭道成召李安民以本官守衞建康附近的白下，加征虜將軍。李安民後領兵西進，進號前將軍，但到盆城時沈攸之就潰敗，遂改督郢州司州之義陽諸軍事、郢州刺史。昇明三年（479年），李安民徵還朝內任左衞將軍，領衞尉。同年蕭道成篡宋建齊，即齊高帝，他任命李安民為中領軍，封康樂侯，食邑一千戶。

### 忠亮之誠
自宋明帝即任後內憂外患不止，朝中官至將帥之官員將領都自行募集部曲聚集在建康作備，李安民此時就上奏認為除了為防備淮北北魏軍隊侵襲的部曲外，其餘都應當遣散或調走，若有例外者都應該限制其部曲人數，齊高帝聽從並下詔眾人不准自募部曲。而其時齊高帝有機密事情都只會與李安民討論，更對李安民說只要奏表有他的署名，他放心得連看也不用看。
建元二年（480年），李安民改任領軍將軍。同年北魏進攻壽春，齊高帝下令北伐，詔命李安民出征。不久豫州刺史垣崇祖擊退魏軍，李安民循淮河進兵壽春，順道將盤據六合山十多年的王元初擒獲，送往建康處決。秋季時，李安民在淮泗一帶行軍支援諸戍，時魏軍正在進攻朐山、連口、角城等地，李安民在泗口頓軍，分別派軍增援各戍。建元三年（481年），李安民領軍入清河，在淮陽大敗魏軍，魏軍撤退。李安民料到魏軍會設伏應付追兵，遂故意派族弟李長文以二百騎兵作前鋒，自己就和軍副周盤龍、崔文仲領主力在後，並將部隊分散在樹林中行軍作掩護。李長文追到宿豫時魏軍以數千騎襲擊他，李長文一面抵抗一面撤退，將魏軍引到李安民處，遂在孫溪渚的戰父灣大破魏軍。北魏軍敗，令到當時徐州人桓摽之及兗州人徐猛子等聚眾起事，並向南朝歸誠求援，齊高帝遂命李安民支援他們，但李安民卻遲了一步，桓摽之等人都遭魏軍猛攻而被消滅，齊高帝事後甚為責怪安民。
建元四年（482年），齊高帝去世，遣詔加李安民侍中。齊武帝即任後以李安民為撫軍將軍、丹楊尹。永明二年（484年），李安民以撫軍將軍兼尚書左僕射。不久，李安民以年老為由求退，獲改授散騎常侍、金紫光祿大夫，仍任撫軍將軍。永明四年（486年），李安民調任安東將軍、吳興太守，仍兼散騎常侍。李安民在吳興太守任內去世，享年五十八歲。朝廷諡為肅侯，賜其家十萬錢，一百匹布，追贈鎮東將軍，永明十年（492年）配享齊太祖廟。

## 性格特徵
- 劉景素起事被平滅後，李安民以行南徐州事暫鎮京口，他的城局參軍王迴素與李安民很要好，但他卻被揭發偷了兩匹絹布，李安民流著淚向他說：「我和你曾經出生入死，今日你違反王法，是你有負於我呀。」狠下心下令在軍門斬殺迴素，並厚葬了他。但李安民在此事中不徇私的表現震懾了南徐州軍府中人[1]。
- 李安民以宿將並得齊高帝親任，齊武帝在任時亦屢獻密計，又交結了出身高門的尚書令王儉，故獲授尚書左僕射時人們都認為是王儉以此高職回報李安民[1]。
- 李安民上任吳興太守時從家中載米到郡，被當時人認為其清廉[10]。

## 逸事
- 李安民年少時相當貧困，有一天有一個人在李安門家門經過，為李安民看一看相，宣稱他日後將會大富大貴，並且和天子一起玩樂。宋明帝消滅了劉子勛政權後，在新亭慰勞一眾軍主，李安民就在聚會中和宋明帝樗蒲，更五次擲出「盧」，令宋明帝大感驚訝。宋明帝看李安民相貌，也稱其方面形如田狀，是獲封侯者的樣子。李安民果真能和天子玩樂，故此後他就想找回當日的那個人，但根本找不到。後李安民在齊亦果獲封侯[1]。
- 據說吳興郡中一直都相信獲項羽神靈庇護，歷來太守都不會到被認為由項羽神靈佔據的正廳辦公，而且上任時都要殺掉自己牛車的牛去祭祀項羽。不過李安民信奉佛教，不但沒有殺牛，也穿著鞋走上正廰辦公，更在正廳中設立八關齋。沒多久，李安民的牛就死了；到李安民在任內去世時，人們都認為這是神靈作祟之故[1]。

## 子女
- 李元履，曾任竟陵王蕭子良的法曹參軍，並和竟陵八友之一的王融十分友好。齊武帝臨終時王融試圖讓蕭子良繼位，但失敗，故其遭到即位的蕭昭業報復處死，李元履也被牽連，王廣之受命在北征途中將李元履殺死。但王廣之昔日得安民厚待，也知元履沒參與王融圖謀，故反而一直保護元履。蕭昭業及後被蕭鸞廢黜，元履危機解除，後仕梁官至衡廣青冀四州刺史[10]。

## 延伸阅读
[在维基数据编辑]
 《南齊書·卷27》，出自萧子显《南齊書》
 《南史·卷46》，出自李延壽《南史》